# ادوین (نام)

## اسم ادوین
ادوین (انگلیسی: Edwin) یک نام پسرانه لاتین است که در زبان فارسی ریشه ای ندارد. ریشه نام ادوین Edwin عبری است. معنی ادوین دوست ارزشمند، سرشار از دوستی و اقبال خوب است. ادوین نام پادشاه نورثمبری، متولد در حدود ۵۸۵ میلادی بوده است. اِتِلریک پادشاه بِرنیسی او را از حکومت براند و وی به پادشاه مِرسی پناه برد و در آنجا با دختر شاه ازدواج کرد و ادوین بار دیگر به سلطنت رسید و بزودی پادشاه همهٔ انگلستان شد. به همین دلیل منابع انگلیسی، ریشه ادوين را انگلیسی می دانند.

ادوین در ثبت احوال ایران مورد پذیرش برای اخذ شناسنامه نیست ولی اسم آدوین به ثبت می رسد .

## ادوین (خواننده)
ادوین نام یک خوانندهٔ اهل ایران است که با حضور در بند بلک کتس به شهرت رسید. ادوین دانشجوی انصرافی رشتهٔ دندان‌پزشکی دانشگاه دبی می‌باشد، از ایران شروع به یادگیری موسیقی کرد و در دبی و آمریکا به بلوغ هنری رسید و حالا خوانندهٔ صاحب نامی است. ادوین در حال حاضر در رشته حقوق نیز مدرک دارد و در کنار حرفه هنری خود (به صورت سولو)، به وکالت نیز مشغول هست. وی هم اکنون در لاس وگاس زندگی می کند.